# Lordstown Motors
Lordstown Motors est une nouvelle entreprise innovante (startup) américaine amenée à devenir un constructeur de véhicules électriques. Lordstown Motors est installé en Ohio, aux États-Unis, dans l'ancienne usine de Lordstown qui appartenait à General Motors.

## Historique
Lordstown Motors Corporation est fondé par Steve Burns, ancien PDG du groupe Workhorse, basé à Loveland dans l'Ohio, qui développait des groupes motopropulseurs électriques à batterie pour les camions de livraison d'UPS (United Parcel Service).
Le 7 novembre 2019, Lordstown Motors devient propriétaire de l'usine de Lordstown dans l'Ohio, après la signature d'un accord de vente avec le constructeur automobile General Motors en mai 2019. GM y produisait la Chevrolet Cruze jusqu'en 2017 avant de fermer l'usine. Lordstown Motors doit y produire le premier modèle de la marque, le Lordstown Endurance à partir du second semestre 2020.
En octobre 2021, Lordstown Motors signe un accord avec Foxconn prévoyant la vente de l'usine de Lordstown dans l'Ohio. L'accord prévoit également une coopération technique ainsi qu'un investissement de Foxconn à hauteur de 50 millions de dollars au capital de l'entreprise.

## Automobiles

### Endurance
L'Endurance est un pick-up (double cabine avec benne séparée) à motorisation 100 % électrique qui dispose de quatre moteurs, positionnés un par roue, permettant de bénéficier d'une transmission intégrale.